# Egautal und Katzensteiner Tal mit angrenzenden Geländeteilen
Das Landschaftsschutzgebiet 1.35.067 Egautal und Katzensteiner Tal mit angrenzenden Geländeteilen im Landkreis Heidenheim erstreckt sich von Iggenhausen im Norden über Katzenstein im Osten bis nach Dischingen im Süden. Es ist überwiegend landwirtschaftlich genutzt. In ihm befindet sich der Härtsfeldsee. Die dort vorbeiführende stillgelegte Härtsfeldbahn wurde von Neresheim kommend bis zum See (Bahnhof Katzenstein) als Museumsbahn reaktiviert, ein Wiederaufbau bis Dischingen ist geplant.

## Schutzzweck
Die Unterschutzstellung soll das Naherholungsgebiet in seinem besonderen Erholungsinhalt und -wert sowie seinem landschaftlichen Reiz für die Allgemeinheit erhalten und steigern. Außerdem sollen weitere typische Landschaftsglieder wie Trockentäler, Flusstäler, Feuchtflächen, herausragende Höhen und sonstige Landschaftsteile in ihrer Vielfalt, Eigenart und Schönheit erhalten werden.